# Províncies Unides de l'Índia Britànica
Les Províncies Unides de l'Índia Britànica fou el nom amb què fou coneguda la província britànica anomenada abans Províncies Unides d'Agra i Oudh des del 3 de gener de 1921. El nom fou abreujat a Províncies Unides l'1 d'abril de 1937, obtenint autogovern just nou anys després, l'1 d'abril de 1946, que va durar fins que va quedar integrada a l'Índia (15 d'agost de 1947) esdevenint l'estat d'Uttar Pradesh el 26 de gener de 1950.
Pels seus governadors vegeu: Províncies del Nord-oest.